# 世纪战魂
2010年4月23日上映于英国的历史片，由尼爾·馬歇爾執導。

## 剧情
公元117年，罗马帝国正全面入侵英伦三岛，罗马帝国第九军团的统帅威瑞拉斯将军和昆图斯·迪亚斯等人被匹克特族人派过来的间谍艾泰斯引入匹克特族人的包围圈，他们首先被火球阵攻击，随后在匹克特族人的骑兵冲击下一战而败，最后只剩下7个活口。艾泰斯儿时，父亲被罗马人烧瞎双眼，母亲被罗马人轮奸，自己也被罗马人轮奸，为了不让她叫出声来，罗马人将她的舌头割掉了，她逃到匹克特族人的部落，练就一身武艺和特殊的追踪术，就像狼一样。7人中先后有人被艾泰斯的部队追杀，最后只剩下迪亚斯，他杀了艾塔斯，过上了平静的生活。

## 演员
| 演员                | 角色          | 备注               |
| 迈克尔·法斯宾德     | 昆图斯·迪亚斯 | 罗马军团百夫長。   |
| 多米尼克·韦斯特     | 威瑞拉斯      | 罗马军团的将军。   |
| 欧嘉·柯瑞兰寇       | 艾泰斯        | 匹克特族人。       |
| 里兹·阿迈德         | 泰克          | 罗马军团的厨师。   |
| 诺尔·克拉克         | 迈克罗斯      |                    |
| 伊莫珍·盖伊·波茨    | 阿丽亚娜      | 迪亚斯的救命恩人。 |
| 利亚姆·坎宁安       | 布里克        |                    |
| 约翰·约瑟夫·菲尔德  | 赛克斯        |                    |
| 迪米特里·莱奥尼达斯 | 莱奥尼达斯    |                    |
| 大卫·莫利塞         | 博特霍什      |                    |
| 乌尔里奇·汤姆森     |               |                    |
| 大卫·勒格诺         |               |                    |
| 阿克尔·卡罗琳       |               |                    |
| 保罗·弗里曼         |               |                    |
| 蕾切尔·斯特灵       |               |                    |

## 花絮
电影色调偏冷，着重于幽蓝色，强调锐度和清晰度，突出一种血腥和飙血的效果。
电影的女主角是欧嘉·柯瑞兰寇，她扮演一个复仇女的身份，她的美艳造型和冷峻气质征服了观众。